# Gislo
Gislo of Giso was van 692/694 tot circa 711 bisschop van Keulen.

## Leven
Over Gislo's afkomst en jeugd is niet geweten. Men treft Gislo's naam pas voor het eerst aan in een oorkonde van het Sint-Cassiussticht van Bonn uit 691, in dewelke hij als diaconus et abbas van de Martelarenkerk Cassius en Florentius (huidige Munster van Bonn) wordt genoemd. In 692 verwierf hij de bisschoppelijke waardigheid van Keulen. Na zijn dood werd hij in de crypten van de Sint-Severinuskerk bijgezet. Tijdens zijn episcopaat stichtte de heilige Suïtbertus de abdij te Kaiserswerth. 